# Граф Керрі

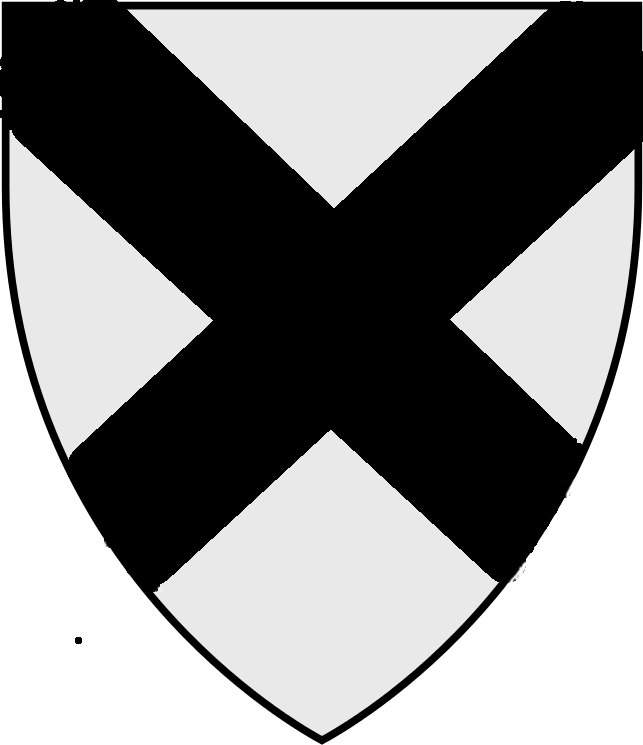
Герб графів Керрі.

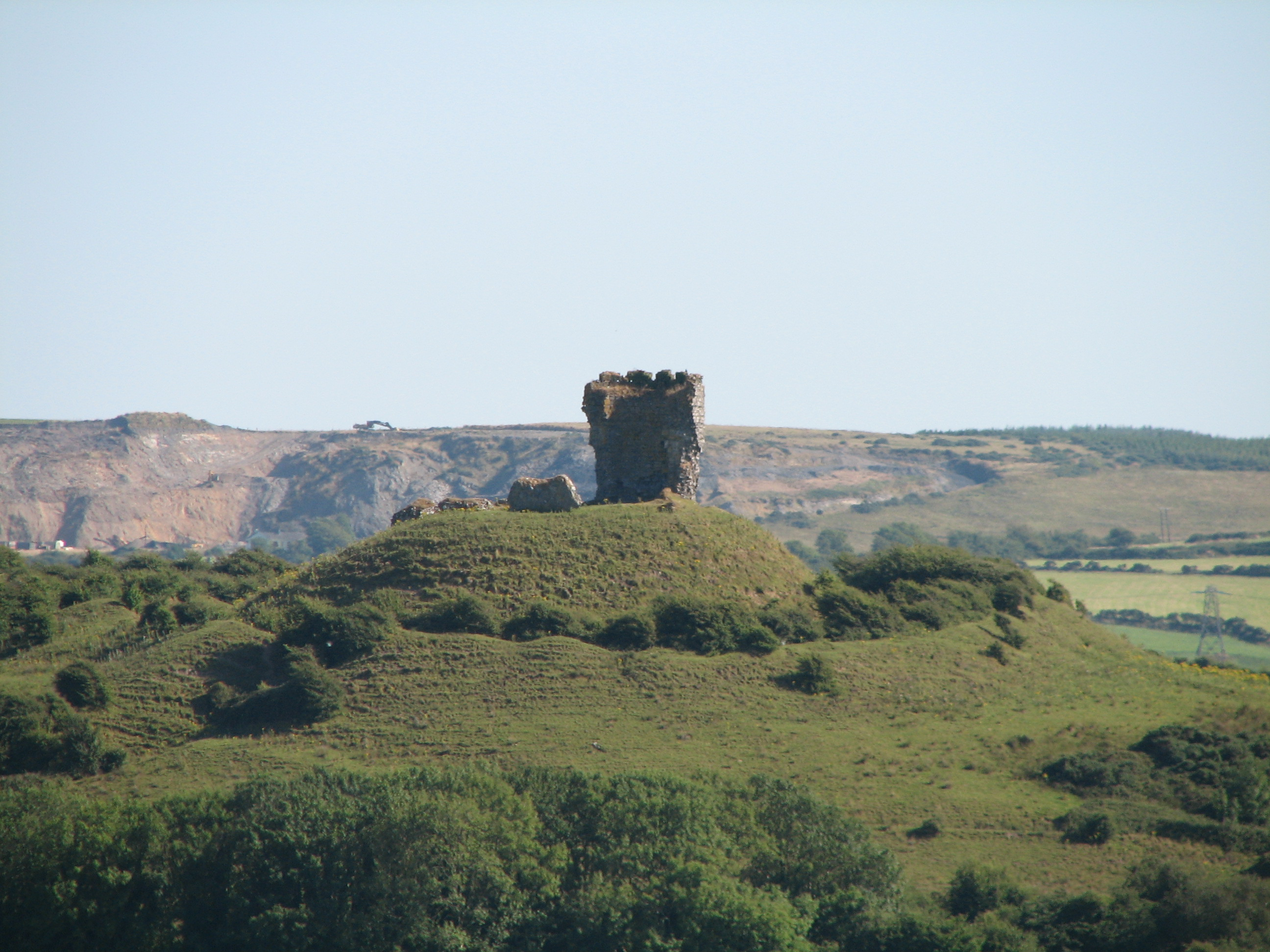
Руїни замку Шенід.

Герб маркізів Лансдаун.

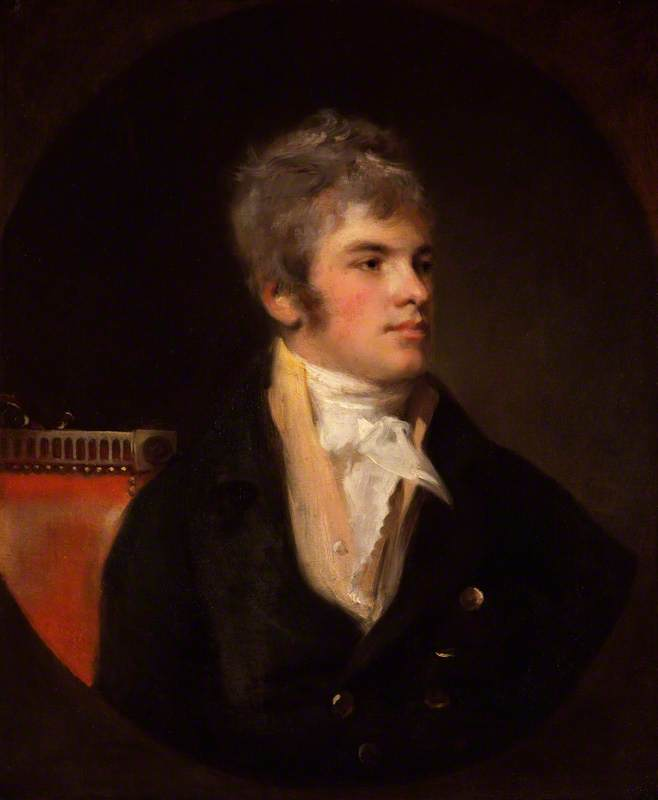
Генрі Петті ФіцМоріс – ІІІ маркіз Лансдаун.

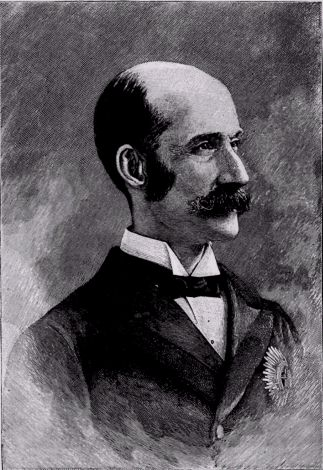
Генрі Петті ФіцМоріс – V маркіз Лансдаун.

Граф Керрі (англ. - Earl of Kerry) – аристократичний титул в перстві Ірландії.

## Гасло графів Керрі
VIRTUTE NON VERBIS – «Сміливістю, а не словами» (лат.) 

## Історія графів Керрі
Титул граф Керрі був створений в перстві Ірландії в 1723 році для ХХІ барона Керрі Томаса ФіцМоріса. 
Титул барон Керрі – стародавній титул в перстві Ірландії. Цей титул був створений в 1223 році для Томаса ФіцМоріса – лорда О’Конелл. Томас ФіцМоріс – лорд О’Конелл (бл. 1145 – 1213) із замку Шенід був старшим сином Моріса ФіцДжеральда – лорда Ланстефана та його дружини Аліси (дочки Арнульфа де Монтгомері). Томас був родоначальником династії та дому Джеральдінів Десмонд і братом Джеральда ФіцМоріса – І лорда Оффалі, засновником династії Джеральдінів Кілдер та Лейнстер. У 1210 році Томас почав війну в Коннахті з Джеффрі де Маріско на чолі сил англо-нормандських військ, зібраних у Манстері та воював з армією Доннхада Кайрпреха О Бріана - короля Томонда. Ця експедиція допомогла змусити Катала Кробдіарга Ва Конхобайра – короля Коннахта вести переговори з Джоном де Греєм – юстициарем Ірландії. Томас ФіцМоріс одружився з Еллінор – дочкою Джордана де Маріско та сестрою Джефрі де Маріско, що був призначений юстициарем Ірландії в 1215 році. Томас мав сина – Джона ФіцДжеральда – І барона Десмонд. 
У 1325 році Моріс ФіцМоріс – IV барон Керрі вбив Діармайда Ога МакКарті – сина Кормака Мора МакКарті в залі суду в Тралі. За цей вчинок Моріс ФіцМоріс був засуджений парламентом Ірландії в Дубліні, у нього були конфісковані землі. Після його смерті ці володіння були повернені баронам Керрі – землі отримав його брат Джон ФіцМоріс – V барон Керрі. У 1537 році ХІ барон Керрі отримав титули барона Одорні та віконта Кілмоул в перстві Ірландії. Але ці титули зникли після його смерті в 1541 році. Титул барона Керрі успадкував його молодший брат. 
Томас ФіцМоріс (1502 – 1590) XVI барон Керрі та барон Ліксноу був відомим ірландським політиком. Він був молодшим сином Едмонда ФіцМоріса – Х барона Керрі та Уни – дочки Тейга МакМагона. Він став спадкоємцем родових маєтків у Кланморісі після смерті всіх його старших братів та їхніх спадкоємців. Але він завдячував цим знанням про те що він спадкоємець титулів та маєтків своєї старої няні Джоан Харман, яка разом зі своєю дочкою пройшла з Дінгл до Мілана, де Томас на той час служив в армії Священної Римської імперії. Повернувшись в Ірландію, він виявив, що його спадщину оскаржував якийсь Джон Фіц Річард, який, однак, відмовився від претензій в 1552 році. Він отримав документи на право спадку у своєму маєтку, а 20 грудня 1589 року він отримав документ, що дозволяв передати титули і маєтки синові Патріку та його нащадкам чоловічої статі. Він був депутатом парламенту Ірландії з 1556 року, а в 1557 році сер Генрі Сідні посвятив його в лицарі. Поведінка Томаса під час повстання його родича Джеймса ФіцМоріса ФіцДжеральда в 1569 – 1573 роках була підозрілою для корони Англії, але він зумів довести вірність уряду Англії мотивувавши це давньою ворожнечею між його родом і родом Джеральдинів. Але його сини Патрік та Едмунд приєдналися до ірландських повстанців і за це були ув’язнені в замку Лімерик.  Томас опинився між двох вогнів – до нього вороже ставились як ірландські повстанці, так і корона Англії. Але за нього вступився граф Ормонд і в 1583 році Томас був помилуваний. Але не дивлячись на це до самої смерті Томаса до нього ставились з підозрою і навіть заборони поховати його тіло в усипальниці його предків. 
Томас ФіцМоріс (1668 – 1741) – ХХІ барон Керрі отримав титул графа Керрі в 1723 році. Він був відомим ірландським політиком. Він був сином Вільяма ФітцМоріса – ХХ барона Керрі та Констанції Лонг. Він успадкував титул барона від свого батька в березні 1696 року і отримав посаду таємного радника Ірландії в 1711 році. Він отримав титул графа Керрі 17 січня 1723 року разом з допоміжним титулом віконта Кланморіс – обидва титули в перстві Ірландії. У нього був певний військовий досвід, і навіть його онук лорд Шелберн, що ставився до нього різко негативно, писав, що він проявив мужність і талант як військовий. Він був відомий своїм запальним характером, і навіть в епоху, коли дуелі були звичним явищем, його ув’язнили за те, що він викликав на дуель Джона Метуена – лорда-канцлера  Ірландії. ФіцМоріс був депутатом Палати громад парламенту Ірландії від Керрі з 1692 по 1697 рік. У 1692 році він одружився з Енн Петті (1671 – 1737) – дочкою вченого і філософа сера Вільяма Петті та його дружини Елізабет Воллер - баронеси Шелберн, дочки сера Гардесса Воллера. У них було п’ятеро дітей.
Його молодший син Джон Петті ФіцМоріс отримав титул графа Шелберн в перстві Ірландії в 1753 році. Його син Вільям Петті ФіцМоріс – ІІ граф Шелберн отримав посаду прем’єр-міністра Великобританії і обіймав цю посаду в 1782 – 1783 роках. Він отримав титул маркіза Лансдаун в 1784 році. У 1818 році ІІІ маркіз Ласндаун успадкував титули IV графа Керрі та XXIV барона Керрі. 

## Барони Керрі (1223)
- Томас ФіцМоріс (помер близько  1260 р.) – І барон Керрі
- Моріс ФіцТомас ФіцМоріс (помер у 1303 р.) – ІІ барон Керрі
- Ніколас ФіцМоріс (помер у 1324 р.) – ІІІ барон Керрі
- Моріс ФіцМоріс (помер у 1339 р.) – IV барон Керрі
- Джон ФіцМоріс (помер у 1348 р.) – V барон Керрі
- Моріс ФіцМоріс (помер у 1398 р.) – VI барон Керрі
- Патрік Фіцморіс (помер близько 1410 р.) – VII барон Керрі
- Томас ФіцМоріс (помер у 1469 р.) – VIII барон Керрі
- Едмонд ФіцМоріс (помер у 1498 р.) – IX барон Керрі
- Едмонд ФіцМоріс (помер у 1543 р.) – X барон Керрі
- Едмонд ФіцМоріс (помер у 1541 р.) – XI барон Керрі (нагороджений титулом віконт Кілмоул в 1537 р.)
- Патрік ФіцМоріс (помер у 1547 р.) – ХІІ барон Керрі
- Томас ФіцМоріс (помер у 1549 р.) – ХІІІ барон Керрі
- Едмонд ФіцМоріс (помер у 1549 р.) – XIV барон Керрі
- Джерард ФіцМоріс (помер у 1550 р.) – XV барон Керрі
- Томас ФіцМоріс (бл. 1502 – 1590) – XVI барон Керрі
- Патрік ФіцМоріс (бл. 1541 – 1600) – XVII барон Керрі
- Томас ФіцМоріс (1574 – 1630) – XVIII барон Керрі
- Патрік ФіцМоріс (1595 – 1661) – XIX барон Керрі
- Вільям ФіцМоріс (1633 – 1697) – XX барон Керрі
- Томас ФіцМоріс (1668 – 1741) – XXI барон Керрі  (нагороджений титулом граф Керрі в 1723 році)

## Віконти Кілмоул (1537)
- Едмонд ФіцМоріс (помер 1541 р.) – І віконт Кілмоул (титул зник після його смерті)

## Графи Керрі (1723)
- Томас ФіцМоріс (1668 – 1741) – І граф Керрі
- Вільям ФіцМоріс (1694 – 1747) – ІІ граф Керрі
- Френсіс Томас-ФіцМоріс (1740 – 1818) – ІІІ граф Керрі
- Генрі Петті-ФіцМоріс (1780 – 1863) – ІІІ маркіз Лансдаун, 4-й граф Керрі

## Графи Шелберн (1753)
- Джон Петті-ФіцМоріс (1706 – 1761) – І граф Шелберн
- Вільям Петті-ФіцМоріс (1737 – 1805) – ІІ граф Шелберн, отримав титул маркіза Лансдауна в 1784 році.

## Маркізи Лансдаун (1784)
- Вільям Петті-ФіцМоріс (1737 – 1805) – І маркіз Лансдаун
- Джон Генрі Петті-ФіцМоріс (1765 – 1809) – ІІ маркіз Лансдаун
- Генрі Петті-ФіцМоріс (1780 – 1863) – ІІІ маркіз Лансдаун
- Генрі Петті-ФіцМоріс (1816 – 1866) – IV маркіз Лансдаун
- Генрі Чарльз Кіт Петті-ФітцМоріс (1845 – 1927) – V маркіз Лансдаун
- Генрі Вільям Едмунд Петті-ФітцМоріс (1872 – 1936) – VI маркіз Лансдаун
- Чарльз Хоуп Петті-ФітцМоріс (1917 – 1944) – VII маркіз Лансдаун
- Джордж Джон Чарльз Мерсер Нерн Петті-ФітцМоріс (1912 – 1999) – VIII маркіз Лансдаун
- Чарльз Моріс Петті-ФітцМоріс (1941 р. н.) – IX маркіз Лансдаун

Спадкоємцем титулів є син нинішнього власника титулів, Саймон Генрі Джордж Петті-ФітцМоріс - граф Керрі (1970 р. н.) Спадкоємцем спадкоємця титулу є його син Джордж Генрі Чарльз Петті-ФітцМоріс - віконт Калн і Калстоун (2020 р. н.)